# Flächenwidmung
In Österreich ist die Flächenwidmung die Zuordnung im Flächenwidmungsplan, also wie ein Grundstück rechtsverbindlich genutzt werden kann (Bauland, Grünland, Verkehrsfläche, andere Spezifizierungen). Die Widmung eines Grundstücks ist insbesondere bei der Erteilung einer Baubewilligung wesentlich.